# Montaigne (singende Person)

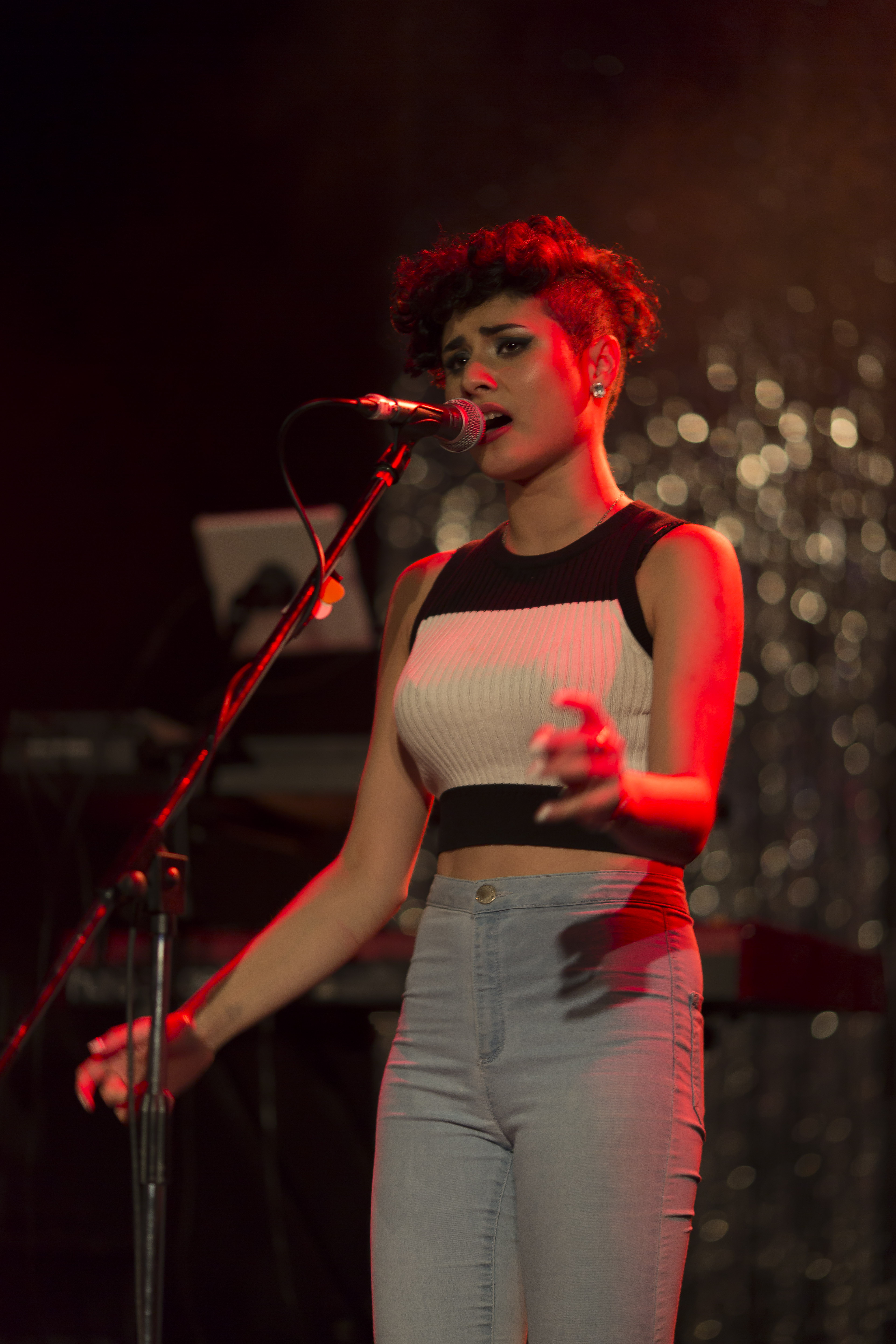
Montaigne, 2015

Jessica Alyssa Cerro (* 14. August 1995 in Sydney) ist eine australische nichtbinäre Person, die in der Musikbranche unter dem Künstlernamen Montaigne bekannt wurde. Montaigne hätte Australien beim im März 2020 abgesagten Eurovision Song Contest 2020 in Rotterdam mit dem Lied Don’t Break Me vertreten sollen. Stattdessen vertrat Montaigne Australien mit dem Lied Technicolour beim Eurovision Song Contest 2021.

## Leben
Cerro ist das Kind des Fußballspielers Gus Cerro, der in Malaysia und in der National Soccer League in Australien gespielt hat. Jessica Cerro wuchs gemeinsam mit den Eltern und einer jüngeren Schwester im Nordwesten Sydneys auf. Selbst gibt Cerro die eigene Herkunft als einen Mix aus argentinisch, spanisch, philippinisch und französisch an. Cerros Mutter wuchs in den Philippinen auf. In der Jugend spielte Cerro Fußball mit dem Ziel, in den Vereinigten Staaten ein Fußball-Stipendium an einem College zu erhalten. Die erste Musik-Veröffentlichung entstand, als Cerro mit dem Vater ein Fußballvideo musikalisch unterlegen wollte. Der Künstlername Montaigne ist eine Referenz auf den französischen Philosophen Michel de Montaigne.
Im Jahr 2012 nahm Montaigne mit dem Lied Anyone But Me am Newcomer-Wettbewerb Triple J Unearthed des australischen Radiosenders Triple J teil. Die Teilnahme endete mit einer Finalplatzierung. Im Jahr 2014 veröffentlichte Montaigne mit I Am Not an End die erste Single. Im Februar 2016 folgte gemeinsam mit der Band Hilltop Hoods die Single 1955, die den zweiten Platz der australischen Musikcharts erreichte. Im August 2016 kam mit Glorious Heights das Debütalbum heraus. Dieses stieg auf den vierten Platz der australischen Albumcharts ein. Bei den ARIA Awards 2016 war Montaigne in fünf Kategorien nominiert und in der Kategorie Breakthrough Artist siegreich. Im Jahr 2019 kam das zweite Montaigne-Album, das den Titel Complex trägt, heraus.
Im Jahr 2020 trat Montaigne mit dem Lied Don’t Break Me bei Eurovision 2020: Australia Decides, dem australischen Vorentscheid für den Eurovision Song Contest, an. Der Beitrag konnte sich im Finale gegen neun andere durchsetzen und Montaigne hätte in der Folge Australien beim Eurovision Song Contest in Rotterdam vertreten sollen. Der Wettbewerb wurde am 18. März 2020 wegen der COVID-19-Pandemie abgesagt. Am 2. April 2020 gab die Rundfunkgesellschaft Special Broadcasting Service (SBS) bekannt, dass Cerro stattdessen beim Eurovision Song Contest 2021 für Australien antreten werde.
Im März 2021 wurde das Lied Technicolour als Montaignes Beitrag für den Eurovision Song Contest 2021 präsentiert. Die offizielle Veröffentlichung erfolgte am 5. März 2021. Cerro schrieb den Beitrag gemeinsam mit dem australischen Produzenten Dave Hammer. Am 20. April 2021 wurde bekannt, dass die australische Delegation nicht nach Rotterdam reisen könne. Für die Show wurde stattdessen Montaignes vorab aufgezeichnetes Live-on-Tape-Video verwendet. Dieses musste aufgrund der COVID-19-Pandemie und der deshalb befürchteten Ausfälle von allen Delegationen im Vorhinein aufgenommen werden. Montaigne schied mit dem Live-on-Tape-Auftritt im ersten ESC-Halbfinale auf Platz 14 aus.

## Engagement
Cerro äußerte sich in sozialen Medien, Liedern und in Interviews häufig zu politischen und gesellschaftlichen Themen. Bei den ARIA Awards im Jahr 2016 zeigte Cerro den Schriftzug „people over profit“ (deutsch „Menschen über Profit“) auf der Haut. In einer ähnlichen Aktion protestierte Cerro zwei Jahre später gegen die Adani Group und deren Steinkohlebergwerk Carmichael. Cerro unterstützt die Klimastreikbewegung und ernährt sich vegan.
In Interviews gab Cerro an, bisexuell zu sein. Im Mai 2023 gab Cerro via Instagram bekannt, nichtbinär zu sein und die Pronomen they/them zu nutzen.

## Auszeichnungen
- 2016: ARIA Awards (Breakthrough Artist)

## Diskografie

### Alben
| Jahr | Titel            | Höchstplatzierung, Gesamtwochen, AuszeichnungChartsChartplatzierungen (Jahr, Titel, Platzierungen, Wochen, Auszeichnungen, Anmerkungen) | Anmerkungen |
| Jahr | Titel            | AU | Anmerkungen |
| ---- | ---------------- | --- | ----------- |
| 2016 | Glorious Heights | AU4 (3 Wo.)AU |             |
| 2019 | Complex          | AU19 (1 Wo.)AU |             |

### EPs
- 2014: Life of Montaigne

### Singles
- 2014: I Am Not an End
- 2014: I’m a Fantastic Wreck
- 2015: Clip My Wings
- 2016: In the Dark
- 2016: Because I Love You
- 2018: For Your Love
- 2019: Ready
- 2019: Love Might Be Found (Volcano)
- 2020: Don’t Break Me
- 2021: Technicolour
- 2021: My Life Is Better With You
- 2021: Now (In Space)
- 2022: Always Be You (mit David Byrne)
- 2022: Make Me Feel So (mit Daði Freyr)

### Gastbeiträge
| Jahr | Titel Album                                                | Höchstplatzierung, Gesamtwochen, AuszeichnungChartsChartplatzierungen (Jahr, Titel, Album, Platzierungen, Wochen, Auszeichnungen, Anmerkungen) | Anmerkungen                              |
| Jahr | Titel Album                                                | AU | Anmerkungen                              |
| ---- | ---------------------------------------------------------- | --- | ---------------------------------------- |
| 2016 | 1955 Drinking from the Sun, Walking Under Stars – Restrung | AU2 ×7Siebenfachplatin · (28 Wo.)AU | Hilltop Hoods feat. Montaigne & Tom Thum |